# Krępnica
Krępnica – wieś w Polsce położona w województwie dolnośląskim, w powiecie bolesławieckim, w gminie Bolesławiec.    

## Historia
Wieś położona na lewym brzegu Bobru, typ ulicówki. Najstarsze ślady osadnicze pochodzą z neolitu (4 600 – 1 800 / 1 700 lat p.n.e.), znajduje się tutaj cmentarzysko ciałopalne kultury łużyckiej. Pierwsza wzmianka o wsi pochodzi z 1305 r.
Najważniejsze obiekty zabytkowe: historyczna zabudowa mieszkalno-gospodarcza XVIII i XIX wieczna.

## Nazwa
Pierwotna nazwa wsi pochodziła od staropolskiego określenia na rodzaj kamienia "krzemienia". Heinrich Adamy w swoim dziele o nazwach miejscowości na Śląsku wydanym w 1888 roku we Wrocławiu wymienia pierwotną nazwę wsi jako Krzemien podając jej znaczenie "Feuersteinplatz (Kieselstein)" czyli "Krzemień". Nazwa wsi została później fonetycznie zgermanizowana na Kromnitz i utraciła swoje pierwotne znaczenie.
Po zakończeniu II wojny światowej niemiecka zgermanizowana nazwa została spolonizowana na Krępnica i utraciła swoje pierwotne znaczenie.

## Położenie
Wieś leży w Borach Dolnośląskich nad Bobrem przy drodze DW297.
W latach 1975–1998 miejscowość administracyjnie należała do województwa jeleniogórskiego.